# Рюсси (Кальвадос)
Рюсси́ (фр. Russy) — коммуна во Франции, находится в регионе Нижняя Нормандия. Департамент коммуны — Кальвадос. Входит в состав кантона Тревьер. Округ коммуны — Байё.
Код INSEE коммуны — 14551.

## Население
Население коммуны на 2010 год составляло 178 человек.
| 1962 | 1968 | 1975 | 1982 | 1990 | 1999 | 2010 |
| ---- | ---- | ---- | ---- | ---- | ---- | ---- |
| 131  | 123  | 136  | 156  | 147  | 156  | 178  |

## Экономика
В 2010 году среди 117 человек трудоспособного возраста (15—64 лет) 94 были экономически активными, 23 — неактивными (показатель активности — 80,3 %, в 1999 году было 81,3 %). Из 94 активных жителей работали 88 человек (52 мужчины и 36 женщин), безработных было 6 (0 мужчин и 6 женщин). Среди 23 неактивных 10 человек были учениками или студентами, 11 — пенсионерами, 2 были неактивными по другим причинам.